# Юзеф Никорович
Юзеф Никорович (пол. Józef Nikorowicz; нар. 2 квітня 1827, Збоїща, тепер Львів — пом. 6 січня 1890, Хирів) — польський композитор та піаніст вірменського походження.

## Життєпис
Юзеф Никорович народився 2 квітня 1827 року в Збоїщах, тепер Шевченківський район Львова, у вірменській родині. Навчався музиці у приватного педагога, потім вступив до Львівської консерваторії у клас професора Рудольфа Шварца. Після закінчення консерваторії Никорович їде до Відня, де продовжує навчання та працює.
Останні роки життя Юзефа Никоровича пройшли у містечку Хирів, де він викладав спів у Колегія єзуїтів.
Помер Юзеф Никорович 6 січня 1890 року в Хирові.

## Сім'я
Був одружений з Аполонією Копистинською. Син — Ігнатій Никорович (нар. 10 березня 1866, Відень — пом. 1 липня 1951, Краків) — польський драматург та прозаїк.

## Творчісь
Юзеф Никорович автор творів для фортепіано, мазурок, вальсів, пісень. Кілька з його пісень Мусорський використовував у своїх творах. На одну з мелодій Никорович польський поет Корнель Уєйський написав вірша. Хорал «З димом пожеж», мала широке поширення в Польщі. Згодом хорал «З димом пожеж» став неофіційним гімном січневого повстання, проханням до Бога про ласку та волю для потерпаючого народу.

## Вшанування пам'яті
1893 року польське літературно-художнє товариство в Кракові, за заслуги у царині польської культури, випустило срібну пам'ятну медаль на честь Юзефа Никоровича та Корнеля Уєйського.
У Львові від 1895 року існувала вулиця Юзефа Никоровича, котра була перейменована у 1946 році на Професорську.